# Hîncești
Hîncești è una città della Moldavia capoluogo del distretto omonimo di 15 281 abitanti al censimento del 2004
Situata lungo il corso del fiume Cogalnic, dista 33 km dalla capitale Chișinău. Con la riforma amministrativa del 2003 diventa capoluogo di distretto

## Storia
La città è menzionata per la prima volta in un documento ufficiale nel 1522 quando era già un villaggio con un importante mercato. Sotto il dominio russo era conosciuta col nome Gincheshty (Гинчешты). Cambiò ancora nome fino al 1965 in Kotovskoe in onore di Grigore Cotovschi, condottiero comunista qui nato, per poi diventare Kotovsk. Con l'indipendenza della Moldavia prende il nome attuale

## Economia
La maggior parte della popolazione è dedita all'agricoltura. Tra le industrie presenti le più rilevanti sono una fabbrica di scarpe, una di produzione di vini e un'altra di lavorazione di latte